# Jorge Nisco
Jorge Nisco (Bernal, 6 marzo 1956) è un regista cinematografico argentino.

## Biografia
Nato nel 1956, dopo aver studiato alla Escuela de Cine de Avellaneda, inizia la sua carriera come direttore nel 1997 quando collabora con Adrián Suar per la serie argentina R.R.D.T. e nello stesso anno dirige il suo primo film Comodines, trasmesso da Canal 13. Nel 1999 è il regista delle miniserie El hombre e Por el nombre de Dios per il quale vince al Premio Martín Fierro 1999 il premio come miglior regista di quell'anno e una medaglia d'oro al New York Film Festival. In seguito, è stato accreditato come aiuto regista nella serie Son amores.
Ha creato la Quark Contenidos con la quale lavora da più di trent'anni. Grazie alla sua regia nel 2005 ha vinto il Martín Fierro d'oro per la serie Mujeres asesinas, format dal quale sono state prodotte versioni in Colombia, Messico, Italia e Ecuador e nello stesso anno è nella regia di Botines insieme a Sebastián Pivotto e con il quale condivide la candidatura al Premio Martín Fierro 2005. È stato anche regista del film High School Musical - La sfida, adattamento alla versione statunitense High School Musical. 
Tra il 2012 e il 2013 dirige la telenovela Violetta. Ha diretto anche il film La pelea de mi vida che vede protagonisti Mariano Martínez, Federico Amador e Lali Espósito. È stato anche nella giuria del Premio Emmy per l'edizione dell'anno 1997.
Insieme a Ramiro San Honorio ha pubblicato nel 2011 il suo primo libro intitolato El último bastón de Dios per l'Editorial Planeta.

## Filmografia

### Televisione
Regista
- R.R.D.T. - serial TV (1997-1998)
- Por el nombre de Dios - miniserie TV (1999)
- El hombre - miniserie TV (1999)
- Primicias - serial TV (2000)
- Ilusiones - serial TV (2000-2001)
- 22, el loco - serie TV (2001)
- 099 central - serial TV (2002)
- Soy gitano - serial TV (2003-2004)
- Epitafios - serie TV (2004)
- Sin código - telenovela (2004)
- Mujeres asesinas - serie TV (2004-2005)
- Botines - miniserie TV (2005)
- El hombre que volvió de la muerte - serie TV (2007)
- Son de Fierro - serial TV (2007-2008)
- Malparida - serial TV (2010-2011)
- Violetta - serial TV (2012-2015)
- Soy Luna - serial TV (2016-2018)
- Otros pecados - serie TV (2019)

Regista di seconda unità
- Son amores - serial TV (2002)
- Sos mi vida - serial TV (2006)

### Cinema
- Comodines (1997)
- High School Musical - La sfida (2008)
- La pelea de mi vida (2012)

## Riconoscimenti
- Premio Clarín
  - 2005 – Miglior regista per Mujeres asesinas[11]
- Premio Martín Fierro
  - 2005 – Miglior regista per Mujeres asesinas[5]
  - 2008 - Candidatura per il miglior regista per Epitafios[12]
  - 2010 – Candidatura per il miglior regista per Malparida[13]
- Premio Konex
  - 2011 – Regista televisivo[14].